# Aeroportul Lourdes-de-Blanc-Sablon
Aeroportul Lourdes-de-Blanc-Sablon (IATA: YBX, ICAO: CYBX) este un aeroport din Blanc-Sablon⁠(d), Le Golfe-du-Saint-Laurent⁠(d), Côte-Nord⁠(d), Provincia Québec, Canada ce deservește zona Blanc-Sablon⁠(d). A fost numit după zona deservită.
Situat la o altitudine de 122 m, aeroportul dispune de o singură pistă. Este operat de Transport Canada⁠(d).